# Imir (luna)
Imir je retrogradni naravni satelit Saturna iz Nordijske skupine.

## Odkritje in imenovanje
Luno Imir je odkril  Brett J. Gladman s sodelavci v letu 2000. Njeno začasno ime je bilo S/2000 S 1. Uradno ime je dobila leta 2003 po Imirju  iz nordijske mitologije